# Pete Alonso
Peter Morgan Alonso (* 7. Dezember 1994 in Tampa, Florida) mit Spitznamen Polar Bear (dt.: Eisbär), ist ein US-amerikanischer Baseballspieler, der als First Baseman in der Major League Baseball bei den New York Mets aktiv ist. Er wurde nach seiner ersten MLB-Saison 2019 zum Rookie of the Year in der National League gewählt und löste mit 53 Home Runs als Rookie den bisherigen Rekordhalter Aaron Judge (52) in dieser Statistik ab.

## Karriere

### Minor Leagues
Pete Alonso wurde von den New York Mets in der zweiten Runde des MLB Draft 2016 ausgewählt und spielte von 2016 bis Juni 2018 in verschiedenen Minor League Teams des Franchise. Seine letzten Minor League Saison 2018, in der er zuerst bei den Las Vegas 51s und dann bei den Binghamton Rumble Ponies aktiv war, beendete er mit 36 Home Runs und einem Batting Average von 0,285.

### Major League Baseball

#### 2019
Ab Saisonstart 2019 wurde Alonso als Starter für die Mets auf der ersten Base eingesetzt. Am 1. April gelang ihm sein erster Major League Home Run im Spiel gegen die Miami Marlins. Alonso wurde für das MLB All-Star Game 2019 am 9. Juli nominiert und erzielte zwei RBI für das Team der National League. Zudem siegte er im Home Run Derby, bei dem er im Finale Vladimir Guerrero Jr. knapp mit 23:22 Home Runs schlug.
Am 28. September erzielte Alonso sein 53. Home Run in der laufenden Saison, wodurch er einen neuen MLB Rekord für die meisten Home Runs eines Rookies aufstellte. Am Tag zuvor hatte er den bis dahin gültigen Rekord von Aaron Judge (52) eingestellt. Im Saisonverlauf kam Alonso zu 161 Einsätzen, wobei er 103 Runs, sowie einen Batting Average von 0,260 erreichte und wurde aufgrund seiner Leistungen als sechster Spieler der in der Geschichte der Mets zum Rookie of the Year der National League gewählt.

#### 2020
In der Saison 2020, die durch COVID-19 verkürzt wurde, spielte Alonso in 57 der 60 Spiele und erzielte eine Batting Average von .231 mit 16 Homeruns und 35 RBIs. Am 3. September 2020 schlug er den ersten Walk-Off-Home-Run in seiner Karriere.

#### 2021
Am 12. Juli gewann Alonso sein zweites Home Run Derby in Folge, nachdem er den First Baseman der Baltimore Orioles, Trey Mancini, in der letzten Runde mit 23:22 besiegt hatte. Er wurde der dritte Spieler, der zwei Home Run Derbys hintereinander gewann, sowie der vierte Spieler, der zwei Home Run Derbys gewann. Tim Healey, Redakteur der Newsday, stellte fest, dass Alonso durch den zweimaligen Gewinn des Home Run Derby 2 Millionen Dollar verdient hat, während er von 2019 bis 2021 1,47 Millionen Dollar an Grundgehalt von den Mets erhalten hat.
Am 7. September schlug Alonso den 100. Home Run seiner Karriere gegen den Miami Marlins Pitcher Edward Cabrera. Er schaffte dieses Kunststück in 347 Spielen und war damit der zweitschnellste Spieler, der 100 Home Runs in seiner Karriere erreichte.
Im Jahr 2021 bestritt Alonso 152 Spiele für die Mets, mit einem Batting Average von .262 mit 37 Homeruns und 94 RBIs.

#### 2022
Am 22. März 2022 unterzeichnete Alonso einen Vertrag mit den Mets in Höhe von 7,4 Millionen Dollar.
Am 9. April 2022 schlug Alonso in einem Spiel gegen die Washington Nationals den ersten Grand Slam in seiner Karriere. Am 17. Juni 2022 schlug Alonso den zweiten Grand Slam seiner Karriere in einem Spiel gegen die Miami Marlins.
Am 10. Juli 2022 wurde Alonso für das MLB All-Star Game 2022 als Vertreter der National League nominiert. Er wurde als Reservespieler ausgewählt, während der First Baseman der St. Louis Cardinals, Paul Goldschmidt, auf dieser Position begann. Außerdem hat er zum dritten Mal in Folge eine Nominierung für das Home Run Derby angenommen und erklärt, dass der ehemalige Mets-Pitching-Coach Dave Jauss für ihn pitchen wird. Jauss arbeitet jetzt bei den Washington Nationals, hat aber den Kontakt zu Alonso aufrechterhalten und sich bereit erklärt, erneut im Derby zu pitchen. Im Halbfinale unterlag er Julio Rodríguez mit 31 zu 23 Homeruns.
Am 27. September schlug Alonso gegen die Miami Marlins seinen 40. Homerun der Saison und war damit der erste Spieler der Mets, der dieses Kunststück zweimal schaffte.
Alonso beendete die Saison mit 131 RBIs, womit er den Franchise-Rekord brach und mit Aaron Judge gleichzog und somit die meisten RBIs in den Major Leagues erzielte.

#### 2023
Alonso und die Mets einigten sich während des Schiedsgerichtsverfahrens auf ein Gehalt von 14,5 Millionen Dollar für die Saison 2023. Am 7. April schlug Alonso in einem Spiel gegen die Miami Marlins seinen 150. Homerun in seiner Karriere und überholte damit Carlos Beltrán auf dem sechsten Platz der Allzeit-Homerun-Liste der Mets. Er wurde auch der zweitschnellste Spieler mit 150 Homeruns (in 538 Spielen) seit Ryan Howard (495 Spiele).
Am 7. Juni wurde Alonso auf die Verletztenliste gesetzt, als er sich eine Knochenprellung und eine Verstauchung des linken Handgelenks zuzog, nachdem er von einem Pitch getroffen worden war. Es wurde erwartet, dass er aufgrund der Verletzung drei bis vier Wochen ausfallen würde, aber er erholte sich in nur elf Tagen und wurde am 18. Juni von der Verletztenliste aktiviert.

## Persönliches
Im November 2021 heiratete Alonso seine Frau Haley.
Am 13. März 2022 war Alonso in Tampa, Florida, in einen Autounfall verwickelt, den er als eine „wirklich todesnahe Erfahrung“ beschrieb. Ein Autofahrer überfuhr eine rote Ampel und stieß mit Alonsos Fahrzeug zusammen, das sich dreimal überschlug. Weder Alonso noch andere Beteiligte wurden bei dem Vorfall verletzt.
Er ist ein begeisterter Naturliebhaber, der gerne jagt und angelt. Er war auch in einer Folge der Staffel 9 von MeatEater zu sehen, in der er mit Steven Rinella Maultierhirsche in Colorado jagte.